# Zid (sura)
Zid (arabsko Al-A'raf) je 7. sura (poglavje) v Koranu, ki jo sestavlja 206 ajatov (verzov). Je meška sura.
Med opravljanjem molitve (salata oz. namaza) pri tej suri verniki opravijo 24 ruku'jev (priklonov).